# Rancho Nuevo, Santa María Chilchotla
Rancho Nuevo är en ort i Mexiko.   Den ligger i kommunen Santa María Chilchotla och delstaten Oaxaca, i den sydöstra delen av landet, 290 km sydost om huvudstaden Mexico City. Rancho Nuevo ligger 193 meter över havet och antalet invånare är 101.
Terrängen runt Rancho Nuevo är kuperad österut, men västerut är den bergig. Runt Rancho Nuevo är det ganska tätbefolkat, med 65 invånare per kvadratkilometer. Närmaste större samhälle är Río Sapo, 0,70 km nordväst om Rancho Nuevo. I omgivningarna runt Rancho Nuevo växer i huvudsak städsegrön lövskog.